# Коломан Сокол
Коломан Сокол (словац. Koloman Sokol, 12 грудня 1902 — 12 січня 2003) — один з найвизначніших словацьких художників, графіків та художників-ілюстраторів. Він був засновником сучасного словацького графічного мистецтва.

## Біографія
Сокол народився у Ліптовському Мікулаші. Вчився у приватних школах у Кошицях і Братиславі, а також у Академії образотворчого мистецтва у Празі, де він вчився у Макса Швабінського та Шимона Франтішека. У Чехословаччині він став членом Асоціації чехословаських графіків. Після короткого періоду навчання у Парижі з Франтішеком Купкою, він прийняв пропозицію роботи міністерства культури та освіти Мексики у галузі викладання. Він став професором графічних технік в Університеті Мехіко, працюючи там з 1937 по 1941 роки.
У період між 1942 та 1946 роками Сокол жив у Нью-Йорку. У 1946 році він повернувся до Словаччини, де він викладав у Словацькому технологічному університеті та Університеті Коменського. У 1948 році, після того, як комуністи захопили владу у Словаччині, він покинув країну і знову переїхав до США, оселившись у Брин Марі, що біля Філадельфії. З 1960-х років Сокол жив усамітнено та створив особливий символічно-міфологічний стиль у цей період життя. Помер він у віці ста років у Тусоні, Аризона.

## Стиль
Найбільший вплив на роботу Сокола здійснили праці Вінсента ван Гога, Кете Колльвіц, Джорджа Ґроша, а також гуртом Міст. Спочатку він концентрувався на графічних техніках, однак згодом, перебуваючи у Мексиці, розвинув малювання. Його картини є часто драматичними, через що прийнято вважати, що він створив словацьку варіацію експресіонізму на європейському рівні. Він залишився вірним межам графіки, коли це стосувалось форми і розміру. Артистичні, етнічні та соціальні аспекти об'єднуються у його роботі. Його робота часто зображали страждання та людський біль. Він також створив низку гравюр.

## Роботи
Його найважливішими роботами є:
- Перед метою — шахтарі (Za cieľom — baníci)
- Три волхви (Traja králi)
- Вівчар (Bača)
- Плач (Nárek)
- Новий мексиканський закон (Nový mexický zákon)
- Жіноча бійка (Bitka žien)
- Мати з дитям (Matka s dieťaťom)
- На дорозі (Na ceste)
- Зустріч (Stretnutie)
- Засуджена (Odsúdená)
- Старий плотар (Starý pltník)
- У студії (V ateliéri)
- На вуличці (V uličke)

## Нагороди та відзнаки
- Словаччина: Орден Подвійного білого хреста
- Чехія: Орден Томаша Гарріга Масарика